# Bressana Bottarone
Bressana Bottarone – miejscowość i gmina we Włoszech, w regionie Lombardia, w prowincji Pawia.
Według danych na rok 2004 gminę zamieszkiwały 3142 osoby, 241,7 os./km².